# Droskhästen 13

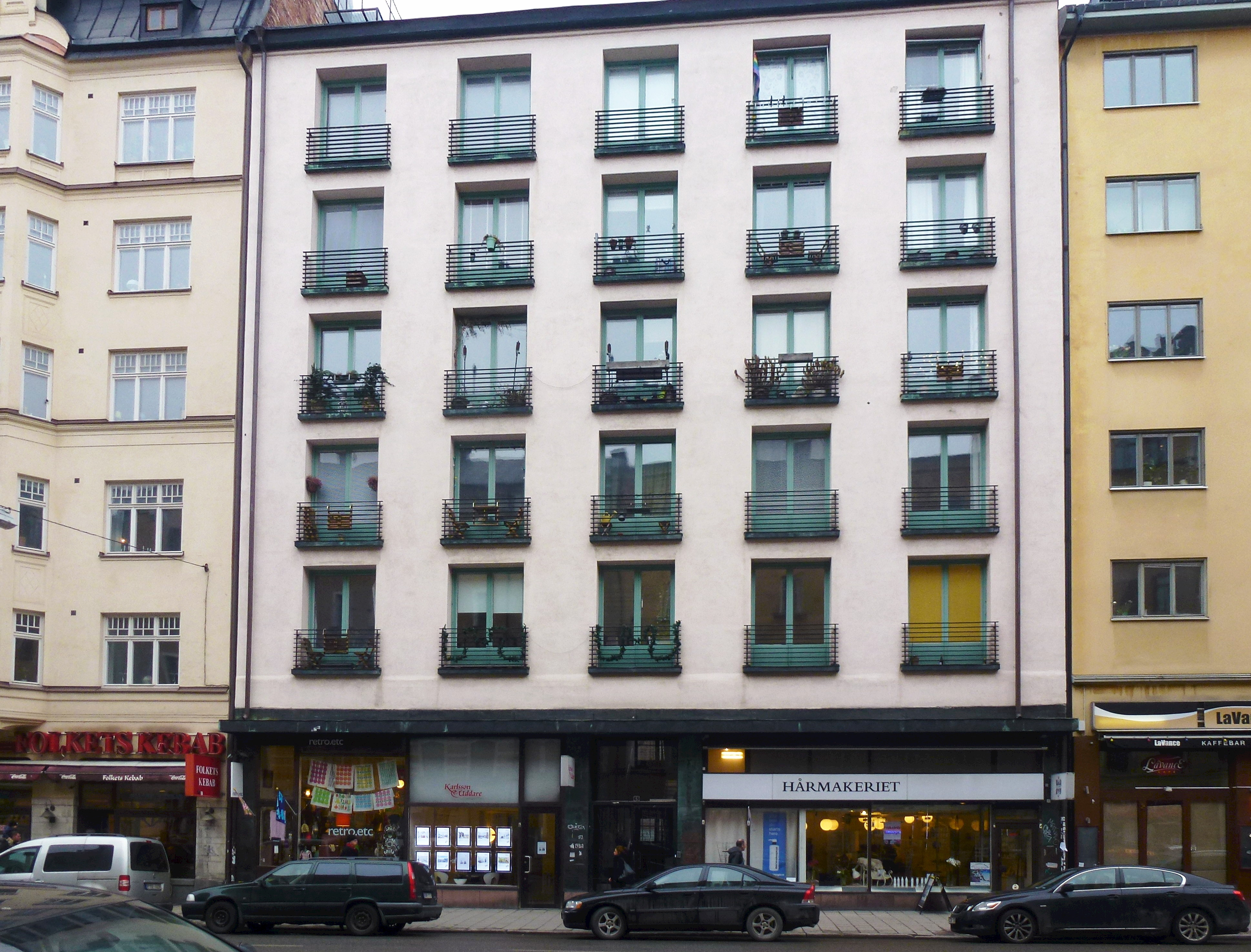
Fasad mot Folkungagatan, 2014.

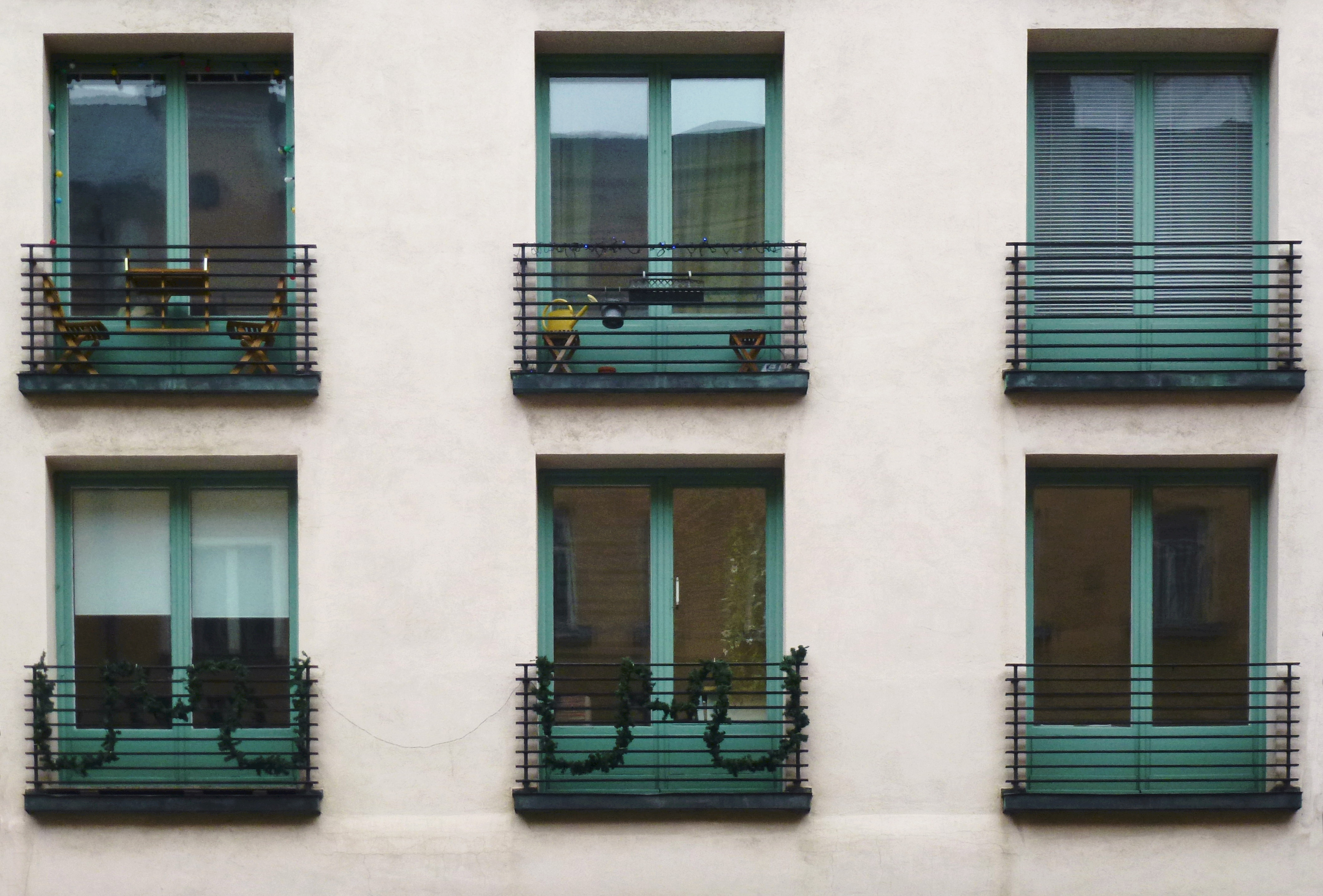
Fönsterdetalj.

Droskhästen 13 är en fastighet med adress Folkungagatan 65 på Södermalm i Stockholm. Huset byggdes 1929 efter ritningar av Paul Hedqvist. På grund av sin fasad med enbart franska balkonger kallas byggnaden även Franska huset.

## Historik
Bostadshuset vid Folkungagatan 65 är ett exempel för en av Paul Hedqvists byggnader gestaltade i modernistisk arkitektur men med klassicistiska inslag. Huset är uppfört i sex våningar och stod färdigt år 1929. Byggherre och byggmästare var E. Råland. I bottenvåningen anordnades plats för butiker. Fasaden mot Folkungagatan fick en stram utformning med ljus avfärgad puts och 25 symmetrisk anordnade fönster uppdelade i fem fönsterrader och fem fönsteraxlar. Upprepningseffekten ger huset karaktär. 
Samtliga fönster är djupt indragna i fasaden och utformade som franska balkonger. Här finns även en kontrastverkan mellan de vertikala fönsternischerna och de horisontella smidesräckena. Trapphuset gestaltade Hedqvist ljust och luftigt och med smäckra smidesdetaljer i räcken och handledare. Viss släktskap finns till den regelbundna och djupa fönsterplaceringen för Riksförsäkringsanstaltens byggnad från 1932 (arkitekt Sigurd Lewerentz).
Vid Folkungagatan 48 finns ytterligare ett av Hedqvist ritat bostadshus, som har en speciell fönstergestalting och som uppfördes under samma tidsperiod, se Nattugglan 19.